# Raoul Mutter
Raoul Mutter (* 21. Februar 1991 in Glarus) ist ein ehemaliger Schweizer Fussballspieler.
Raoul Mutter hat damals als knapp 13-Jähriger seinen Jugend-Club FC Linth 04 (der FC Niederurnen fusioniert im Jahr 2004 mit dem FC Näfels zum FC Linth 04) verlassen und wechselte in die Nachwuchsabteilung des FC Zürich, um sein Ziel, Fussballprofi zu werden, erreichen zu können. Er war über Jahre in den jeweiligen Juniorennationalmannschaften vertreten und galt als eines der grössten Fussballtalente der Schweiz. So durchlief er die U17, U19 und U21 der Schweizer Junioren-National-Auswahl. Das Schweizer Fernsehen widmete ihm eine Doku-Sendung.
Aufgrund einer sehr schweren Beinverletzung endeten die Karriere und der grosse Traum, Fussballer zu werden, aber abrupt. Nach diesem Tiefschlag spielte Mutter drei Jahre bei YF Juventus und war dabei ein Leistungsträger. Mit dem Verein nahm er am Schweizer Cup 2013/14 teil und schied erst in der zweiten Hauptrunde gegen die BSC Young Boys aus. Zum Schluss seiner Karriere wechselte er wieder zurück zum FC Linth 04. Daneben arbeitet er voll für einen Grossverteiler.